# Дингслебен
Дингслебен (њем. Dingsleben) општина је у њемачкој савезној држави Тирингија. Једно је од 43 општинска средишта округа Хилдбургхаузен. Према процјени из 2010. у општини је живјело 275 становника. Посједује регионалну шифру (AGS) 16069008.

## Географски и демографски подаци
Дингслебен се налази у савезној држави Тирингија у округу Хилдбургхаузен. Општина се налази на надморској висини од 435 метара. Површина општине износи 8,4 km². У самом мјесту је, према процјени из 2010. године, живјело 275 становника. Просјечна густина становништва износи 33 становника/km².

## Међународна сарадња
| Мјесто | Држава    | Врста сарадње | Од    |
| ------ | --------- | ------------- | ----- |
|        | Француска | контакт       | 2000. |
|        | Чешка     | контакт       | 2000. |
| Извор  |           |               |       |